# Fabrice Nicolino
Pour les articles homonymes, voir Nicolino.
Fabrice Nicolino est un journaliste français né à Paris en 1955.

## Biographie
Fabrice Nicolino exerce initialement plusieurs métiers, dont certains manuels, notamment dans la chaudronnerie et le soudage. Il est ensuite instituteur dans des classes maternelles. Il devient journaliste dix années plus tard[précision nécessaire].
Entre 1971 et 1977, il est sympathisant, puis militant de la Ligue communiste révolutionnaire.
Il crée ensuite, au début de 1978, avec des amis, dont Joëlle et Jean-François Ayats, Sophie Zafari, Joël Cogan, le mensuel de Seine-Saint-Denis Banlieue d'banlieue. Le journal s'arrête dans le courant de l'année 1981.
Après avoir animé à Paris, en 1978, un comité de soutien aux sandinistes du Nicaragua — en compagnie de l'éphémère ambassadeur sandiniste à Paris Pablo Centeno Gómez —, il part pour ce pays et y passe quelque temps. De retour en France, il écrit dans le journal d'extrême gauche Tumulte de fin 1980 à fin 1981.
Début 1984, il collabore à la revue lancée par François Maspero, L'Alternative (pour les droits et les libertés démocratiques en Europe de l'Est). Il y écrit, notamment sur la Pologne.
En octobre 1984, il devient secrétaire de rédaction à l'hebdomadaire Femme actuelle, où il reste jusqu'en juillet 1987. Il entre au journal mutualiste Viva comme reporter, puis comme grand reporter. En février 1988, il rejoint l'hebdomadaire Politis, qui vient d'être lancé par le journaliste télé Bernard Langlois. Il y publie de nombreuses enquêtes et reportages sur la police, l'eau, le sida, l'erreur judiciaire, le quart-monde, les ouvriers, ou sur des personnes transgenres, ce terme étant alors inexistant. Certaines publications ont un grand retentissement[réf. nécessaire], comme celle sur la police municipale de Hyères. Il y révèle l'existence d'un fichier illégal de la police municipale, laquelle réclame, pour le renouvellement des cartes d'identité et des passeports, une troisième photo qui sert à constituer des fiches concernant environ 20 000 personnes sur 45 000 habitants. Alertée par ces articles, la Commission nationale de l'informatique et des libertés (CNIL) se rend à Hyères et fait détruire le fichier,.
En 1987, il publie un premier roman au Fleuve noir, Jours sang. Le livre obtient des critiques favorables dans L'événement du jeudi, Femme Actuelle, ainsi que dans l'annuel du polar édité en 1988 par Michel Lebrun. Le Monde écrit :  « A l’heure d’Action directe, sur fond de procès Abdallah, Jours sang, ce pourrait être un petit frère de Nada version années 80, violent, tendu, provocateur, habité, tout au long d’une sourde rage. (Jours sang, de Fabrice Nicolino, Fleuve noir, 157 p.).» l
Fin 1989, il commence la publication d'une enquête étendue le long d'une année, sur la décharge industrielle de Montchanin, petite ville de Bourgogne où ont été enfouies un million de tonnes de déchets industriels souvent toxiquesCelle-ci sera commentée dans plusieurs pays européens[réf. nécessaire]. En octobre 1988, il y publie le premier article sur le combat écologique contre les barrages sur la Loire (no 32). Il suit le dossier jusqu'à l'abandon du projet en 1994. Il crée et dirige dans cet hebdomadaire, à partir de mai 1989 (no 58), la première rubrique Écologie de la presse française[réf. nécessaire] (à partir du no 58).
Il quitte Politis en septembre 1990, avant de reprendre une collaboration régulière entre 1994 et 2003. Dans l'édition mensuelle de Politis, il raconte sur une douzaine de pages (« Les digues de la honte ») comment le gouvernement français socialiste a voulu endiguer les grands fleuves du Bangladesh, à l'initiative du « sherpa » de François Mitterrand Jacques Attali, et sans en prévenir la population[réf. nécessaire].
Le 11 avril 2002, dans Politis, il écrit un papier sur Thierry Meyssan — auteur d'un livre sur le 11 septembre 2001 —, intitulé « Meyssan l'imposteur ». Il décrit sa méthode comme celle d’un négationniste : « Meyssan est un imposteur, Meyssan est un salaud, Meyssan n’a rien à voir avec la gauche ou l’écologie. » Cet article a été condamné pour « injure » par jugement de la 17e chambre du TGI de Paris (1er décembre 2003) confirmé par la 11e chambre de la cour d'appel de Paris (18 mai 2006).
En mai 2003, il quitte Politis après une violente altercation avec son rédacteur-en-chef Denis Sieffert, à propos des retraites. De son côté, le journal Le Monde considère que le départ de Fabrice Nicolino, « révèle la résistance de la culture de gauche à l'écologie. »
Nicolino travaille ensuite pour de nombreux journaux, parmi lesquels Géo, Le Canard enchaîné, Télérama.
Le 29 mars 1985, il est blessé lors d'un attentat à la bombe dans le cinéma Rivoli Beaubourg (4e arr. de Paris) lors du 4e festival international du film juif, où l'on projette Eichmann, l'homme du 3e Reich d’Erwin Leiser. Des éclats de bombe restent pour toujours fichés dans son pied gauche. Il en garde plusieurs autres séquelles, dont des acouphènes et des douleurs diffuses.
Le 1er janvier 1994, l'Armée zapatiste de libération nationale (EZLN) indienne lance une insurrection au Chiapas (sud du Mexique). L'armée intervient brutalement. Le 7 janvier 1994, en compagnie des responsables de Greenpeace Katia Kanas et Rémi Parmentier, Fabrice Nicolino occupe brièvement le Centre culturel mexicain situé 119 rue Vieille-du-Temple, à Paris. Il rédige un court texte pour l'occasion, qui explique : « Nous sommes là pour dire que le Mexique se déshonore. Nous sommes là pour annoncer une campagne de boycott du tourisme dans un pays qui tue ses habitants les plus anciens tout en entretenant méticuleusement les monuments qu'ils ont laissés en héritage à l'humanité. Arrêtez le massacre des Mayas ! »
Il écrit dans le magazine Terre Sauvage entre 1994 et 2011 ; il est chroniqueur au quotidien La Croix entre 2003 et 2015. Il est également le fondateur, avec Dominique Lang, des Cahiers de Saint-Lambert, revue dont le sous-titre est « Ensemble face à la crise écologique ». Dominique Lang, prêtre catholique de la Congrégation des Assomptionnistes, en est le directeur, Fabrice Nicolino le rédacteur-en-chef. Cette revue reposait sur une possible alliance entre le monde catholique — six ans avant l'encyclique du pape François Laudato si' — et l'écologie combative.
En février 2007, il publie avec François Veillerette le livre Pesticides, révélations sur un scandale français (Fayard), qui se vendra à plus de 40 000 exemplaires avec l'édition de poche. Le livre obtient le prix Essais du festival Chapitre Nature la même année.
Il tient un blog depuis août 2007, « Planète sans visa », qui contient 1 700 articles en accès libre, dont au moins 1 400 n'ont pas paru ailleurs.
À l'automne 2007, des habitants de la région de Notre-Dame-des-Landes prennent contact avec lui, car il est de nouveau question de construire un aéroport dans ce bocage très préservé. Nicolino écrit le premier article sur ce qui deviendra l'affaire Notre-Dame-des-Landes en décembre 2007. Il propose aux habitants un texte qui sera lu et amendé par eux, puis lu par l'une d'elles, Marie Jarnoux, le 1er mai 2008, au premier rassemblement contre l'aéroport. Il suit en permanence le conflit, publie plusieurs reportages et, au moment où se prépare l'ultime décision gouvernementale, publie en décembre 2017 un texte appelant à « une sortie heureuse » de l'affrontement, cosigné par Jean-Paul Besset et François de Beaulieu.
Avec ce dernier, il lance l'idée d'un recensement de la biodiversité sur les 2 000 hectares du site prévu pour l'aéroport. Pendant des années, chaque dimanche, des centaines de naturalistes amateurs et professionnels réaliseront un travail bénévole sans précédent.
Parallèlement, ayant noué contact avec Nicolas Hulot, alors ministre de l'Écologie, il organise à l'automne 2017 une réunion tenue secrète à la préfecture de Loire-Atlantique. Sont présents Nicole Klein, préfète, et Nicolas Hulot d'une part ; de l'autre des zadistes et des opposants historiques du projet, dont Françoise Verchère. À cette date, il n'y a encore eu aucune rencontre directe entre l'État et les oppositions sur le terrain. L'obsession de Fabrice Nicolino est d'empêcher des affrontements qui auraient pu, dans le contexte très tendu de l'époque, provoquer des morts et des blessés.
En septembre 2010, il découvre l'existence d'un permis d'exploitation de gaz de schiste autour du village aveyronnais de Nant, où il a une maison. Il en informe aussitôt son voisin José Bové, qui prend la tête d'un vaste mouvement. Nicolino écrit le premier article consacré à ce conflit dans Charlie Hebdo, en octobre 2010.
En 2011, il est le parrain du grand festival de photo animalière de Montier-en-Der.
En 2017, il devient chroniqueur sur le site d'Arrêt sur images ; en novembre 2017, il annonce sur son blog la fin de cette chronique.
En 2018, il explique dans le journal Le Monde pourquoi il est « définitivement anarchiste ».

### Charlie Hebdo
Depuis janvier 2010, Fabrice Nicolino écrit des articles sur le thème de l'écologie dans l'hebdomadaire satirique Charlie Hebdo.
Il se retrouve, le 7 janvier 2015, de nouveau victime lors de l'attentat contre le journal. Blessé à la hanche et à l'épaule, il est touché aussi par des balles dans les deux jambes ; l'une est grièvement atteinte. Après avoir perdu beaucoup de sang, il subit deux transfusions et une longue opération. De nouveau, il garde plusieurs éclats — de balles cette fois — dans le corps. Dans les mois qui suivent, il relaye sur son blog les hospitalisations qu'il doit subir et les étapes de sa convalescence.

## Prises de position

### «La soumission au totalitarisme» des intellectuels de gauche français
Deux ans après les attentats de janvier 2015, dans un numéro spécial de Charlie Hebdo, Fabrice Nicolino livre une longue tribune où il fustige « Cette gauche qui s'est toujours couchée devant les despotes. »
En 2020, il témoigne lors du procès des accusés de l'attentat contre Charlie Hebdo, et s'adressant « aux grands esprits qui défendent la liberté à Pétaouchnok ou en Biélorussie, mais ne regardent pas ce qu'ils ont sous les yeux », il déclare aux « gens épouvantables qui nous attaquent et qui ruinent notre réputation, à ceux qui ne comprennent pas que la liberté, ça ne se discute pas, ça se défend. Je les vomis, tous. »

### Polémique avec Edwy Plenel
Le 7 novembre 2017, Edwy Plenel, fondateur de Mediapart, publie un tweet dans lequel il présente une Une du journal Charlie Hebdo comme un rappel de l'Affiche rouge qui, en 1944, visait les résistants juifs de la « bande à Manouchian », condamnés à mort par l'armée allemande installée à Paris. En réponse, Fabrice Nicolino s'en prend sur le fond à l'itinéraire de Plenel, lui reprochant notamment sa responsabilité morale dans l'attentat du 7 janvier 2015 au siège de Charlie Hebdo.

### Campagne pour l'interdiction des pesticides de synthèse
Avec l'appui de la rédaction de Charlie Hebdo, d'associations, d'industriels et de personnalités, il lance en septembre 2018 une campagne en vue de l'interdiction des pesticides de synthèse « Nous voulons des coquelicots », qui a recueilli plus de 1 082 658 soutiens au 15 mai 2020. Le choix du coquelicot a été mûrement réfléchi : dès le départ, il est annoncé que ce mouvement ne durera pas plus de deux ans, en s'appuyant sur un court texte ; et, pendant cette durée, chaque premier vendredi du mois, des centaines de groupes locaux se retrouveront devant leurs mairies. Le mouvement en recense 850 au plus fort de la mobilisation. Un grand nombre de villes, grandes ou petites, relaient cet appel.
Le 20 août 2020, un agriculteur retraité de la Vienne, Jean-René Gouron, administrateur départemental du syndicat Coordination rurale, qui estime avoir été trompé par l’association, porte plainte contre « Nous voulons des coquelicots » pour « tromperie délibérée et pour escroquerie, au sens de l’article 313-1 du code pénal ». Il considère que les actions de l’association n'ont pas de fondement scientifique et qu'elle se « [livre] à une manipulation de l’information sur le glyphosate afin d’affoler la population et la retourner contre les agriculteurs. »

## Publications
- Jours sang[42], Fleuve Noir, 1987
- Le Tour de France d'un écologiste, editions Le Seuil, 1993
- L'Auvergne en ballon avec Anne Hervé, Au pays du nouveau monde, 1999
- Guérande, au pays du sel et des oiseaux, textes d'un livre de photos d'Erwan Balança, éditions de L'Étrave, 2004
- La France sauvage racontée aux enfants, éditions Sarbacane, 2005
- Pesticides, révélations sur un scandale français, avec François Veillerette, éditions Fayard, 2007
- Yancuic le valeureux, avec des illustrations de Florent Silloray, éditions Sarbacane, 2007
- La Faim, la bagnole, le blé et nous. Une dénonciation des biocarburants, éditions Fayard, 2007
- Le Vent du boulet, editions Fayard, 2009  (ISBN 978-2213636887)
- Bidoche, l'industrie de la viande menace le monde[43],[44],[45], éditions Les Liens qui libèrent, 2009  (ISBN 978-2918597018) ; rééd. Actes Sud  (ISBN 978-2742793044) ; rééd. en poche, éditions Babel, 2010
- Biocarburants : une fausse solution, éditions Hachette, 2010  (ISBN 978-2012705265) ; édition de poche, 2007
- Qui a tué l’écologie ?[46], éditions Les Liens qui libèrent, 2011 ; rééd. poche, Seuil, coll. « Point », 2012  (ISBN 978-2-918597-25-4)
- Itinéraire d'une goutte d'eau, textes d'un livre de photos de Nicolas Van Ingen et Jean-François Hellio, éditions Plume de Carotte, 2011[47], éditions Les Liens qui libèrent, 2011  (ISBN 978-2-918597-25-4)
- Ma tata Thérèse[48],[49] (album jeunesse), illustré par Catherine Meurisse, éditions Sarbacane, 2012 Prix Chronos 2013[50] (Paris), niveau CM1/CM2.
- La Vérité sur la viande (ouvrage collectif), éditions Les Arènes, 2013  (ISBN 978-235204-2426)
- Un empoisonnement universel. Comment les produits chimiques ont envahi la planète, éditions Les Liens qui libèrent, 2014  (ISBN 979-10-209-0137-8)
- Du vent ! Nouvelles du monde qui vient et images de demain (ouvrage collectif), éditions du Larzac, 2014
- Lettre à un paysan sur le vaste merdier qu'est devenue l'agriculture, éditions Les Échappés, 2015  (ISBN 978-2-35766-084-7)
- Révolutions animales, sous la direction de Karine Lou Matignon, éditions Les Liens qui libèrent, 2016  (ISBN 979-1020903242)
- Ce qui compte vraiment, éditions Les Liens qui libèrent, 2017  (ISBN 979-1020904713)
- Lettre à une petiote sur l’abominable histoire de la bouffe industrielle, éditions Les Échappés, 2017  (ISBN 978-2-35766-146-2)
- Nous voulons des coquelicots, avec François Veillerette, éditions Les Liens qui libèrent, 2018
- Le crime est presque parfait , éditions Les Liens qui libèrent, 2019
- Collectif, Résistons ensemble, pour que renaissent les jours heureux, Massot Éditions, 27 mai 2020, PDF (ISBN 9782380352726, lire en ligne), p. 181-186.
- Vivant - Entretiens à contre-temps, entretiens croisés entre Pierre Rabhi, Fabrice Nicolino et Bernard Chevilliat, éditions Le Passeur, 2022  (ISBN 978-2-36890-953-9)
- Le grand sabotage climatique, éditions Les Liens qui libèrent, 2023  (ISBN 979-10-209-2469-8)

### Commentaires surMa tata Thérèse
Marine Landrot, dans une critique de Télérama, précise que « l’auteur de sa désopilante biographie en témoigne, c’est sa propre tante », et que « Yolande Moreau pourrait l’interpréter au cinéma. »
Selon L'Express : « Fabrice Nicolino raconte avec tendresse les frasques véridiques de sa vieille tante raide dingue des bêtes de tout poil. […] Les illustrations de Catherine Meurisse restituent à merveille la folie de ce petit monde du vieux Paris des quartiers. »